# Герб Читы
Герб муниципального образования городской округ «Город Чита́», административного центра Забайкальского края Российской Федерации — является его официальным символом, представляет собой опознавательно-правовой знак, соответствующий сложившимся историческим традициям.
Герб утверждён Решением № 177 Думы городского округа «город Чита» 15 ноября 2007 года
Герб  внесен в Государственный геральдический регистр Российской Федерации под номером 3634.

## Описание и обоснование символики
Геральдическое описание (блазон) гласит:
В золотом поле восьмиконечный палисад, червлёный с зеленью, сопровождаемый вверху червленой буйволовой головой с серебряными глазами и языком. Щит увенчан золотою башенною короною о пяти зубцах, окружённой по обручу золотым лавровым венком и обвит лентой ордена Октябрьской Революции
Описание изображения в щите герба соответствует описанию, утверждённому для Читы императором Николаем II 26 апреля 1913 года (старый стиль). В обрамлении используются элементы в соответствии с современными требованиями отечественной геральдики.
В гербе сохранена историческая преемственность: изображение на щите является изображением с герба Забайкальской области, утверждённого в 1859 году, административным центром которой был город Чита.
Буйволовая голова означает традиционное занятие скотоводством жителей Забайкалья; серебряные глаза и язык — наличие Даурских серебряных промыслов; золотое поле — золотые промыслы в крае.
Восемь палей палисада характеризуют строительное искусство и наличие в период освоения Забайкалья русскими землепроходцами в XVII веке восьми военных укреплений — острогов: Селенгинский, Баргузинский, Удинский, Еравненский, Телембинский, Иргенский, Нерчинский и Албазинский, являвшихся и административными единицами.
Двухцветная финифть палисада символизирует расцветку пограничного столба и то обстоятельство, что область имеет внешние границы с Монголией и Китаем.
Башенная золотая корона с лавровым венком — символ современного статуса города — административного центра субъекта Российской Федерации.
Лента ордена Октябрьской Революции — свидетельство высоких заслуг читинцев, отмеченных этим орденом в 1972 году.
При исполнении Герба применяются два геральдических цвета (финифти): червлень (красный) и зелень (зелёный); и два металла: золото и серебро.
Червлень (красный) символизирует храбрость, мужество, неустрашимость.
Зелень (зелёный) символизирует надежду, радость, изобилие.
Золото — символ богатства, справедливости.
Серебро — символ добра, независимости.

## История
Город Чита был основан в 1653 году казаком Петром Бекетовым как Читинский острог.

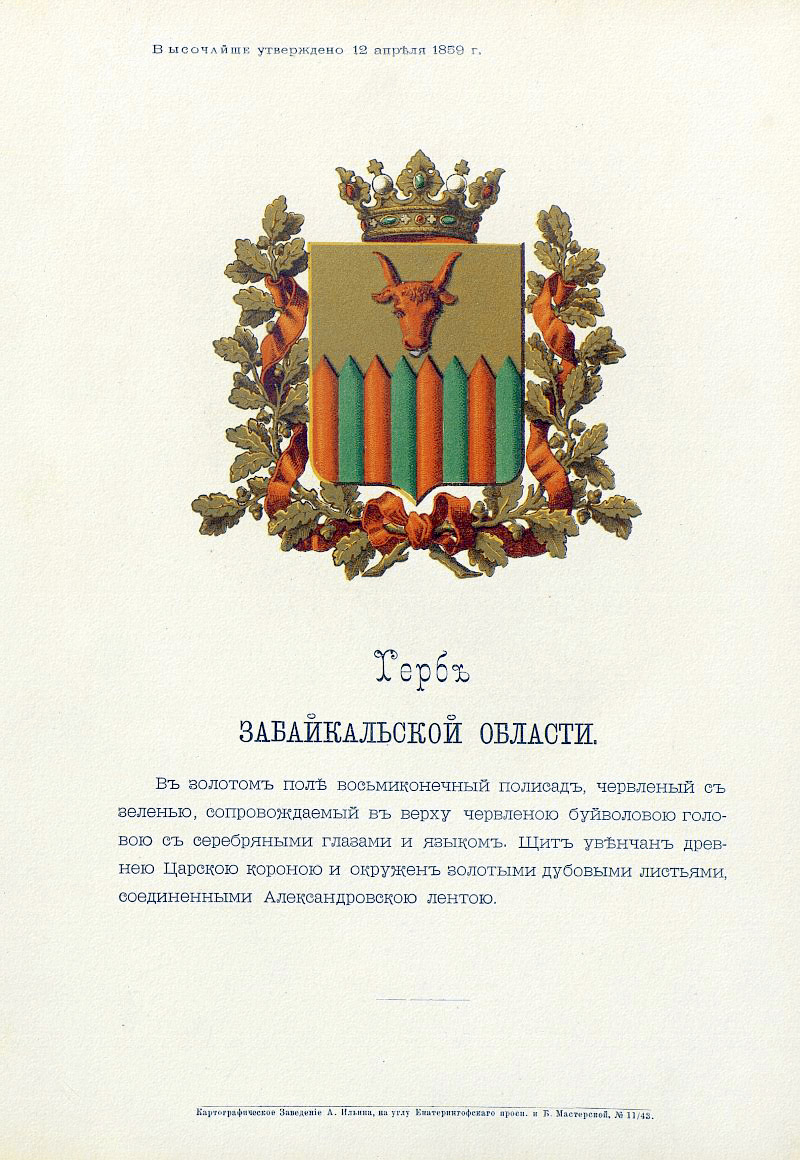
Герб Забайкальской области с описанием. 1859 год.

22 октября 1851 года в церкви Михаила Архангела (старая градочитинская церковь) был торжественно оглашён Указ об учреждении Забайкальской области и возведении села Читинское в степень областного города, с названием Чита.
21 января 1858 года Министру Юстиции одновременно были поданы представления на проект гербов Читы и Забайкальской области. Оба проекта имели идентичные рисунки в щите, но различные внешние оформления, соответствующие территориально-административному статусу области и города. Указание Министра увенчать щит герба Читы символами города «золотою башенною короной о трех зубцах» и окружить герб «двумя золотыми колосьями, соединёнными Александровскою лентою», не было выполнено.
12 апреля 1859 года императором Александром II было Высочайше утверждено положение Сибирского Комитета
о гербе Забайкальской области. (ПСЗ, 1859, Закон № 34358)
Высочайше утверждённый герб имел следующее описание: «Въ золотомъ полѣ восьмиконечный палисадъ, червленый съ зеленью, сопровождаемый вверху червленою буйволовою головою съ серебряными глазами и языкомъ. Щитъ увенчанъ древнею Царскою короною и окруженъ золотыми дубовыми листьями, соединенными Александровскою лентою».

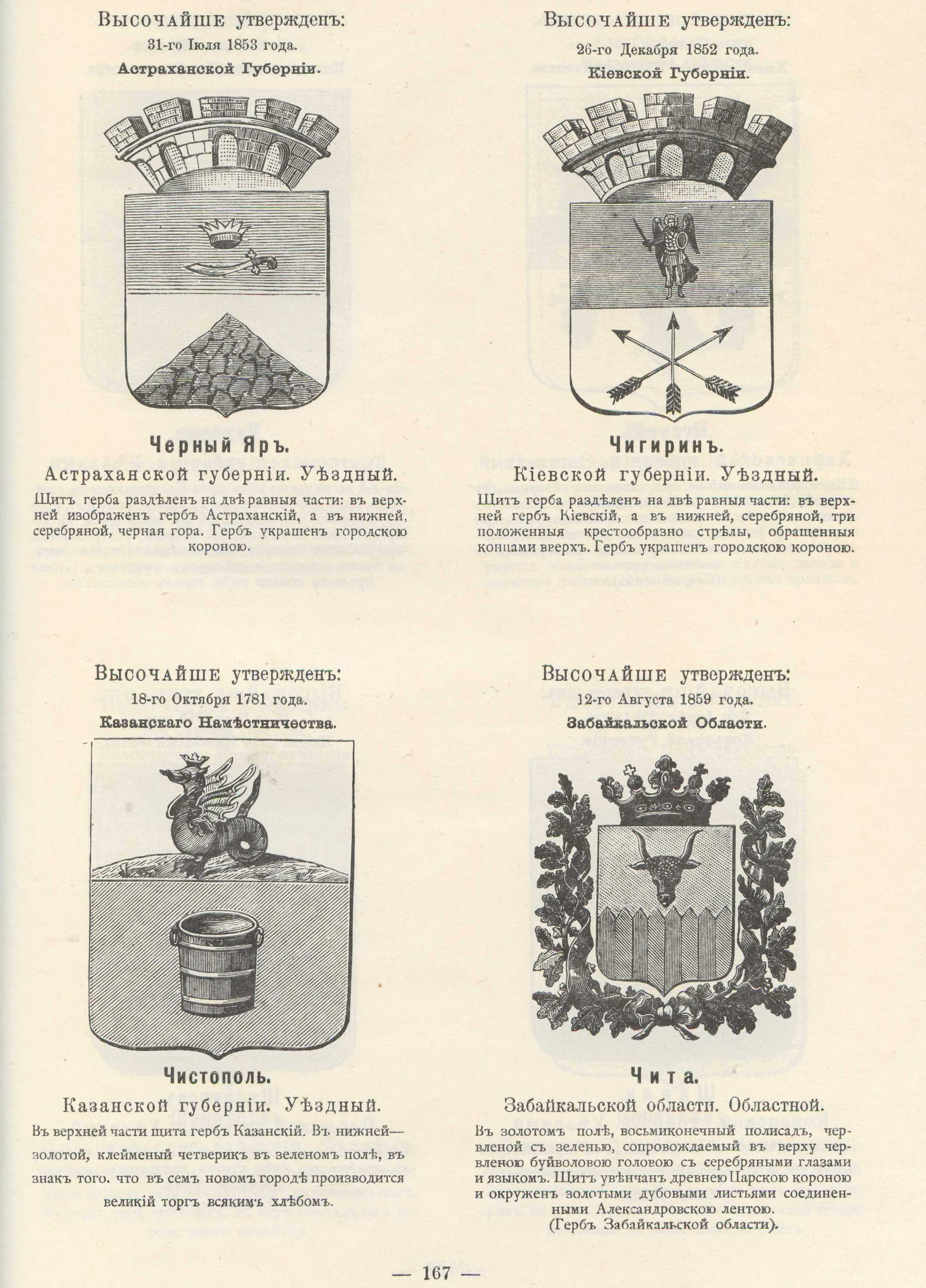
Герб Читы в гербовнике П. П. Винклера (1859 год)

В гербовнике П. П. Винклера представлен рисунок герба Читы, датированный Высочайшим утверждением 12 августа 1858 года. Рисунок и описание герба ничем не отличались от областного, и в Полном Собрании Законов Российской Империи закон об утверждении герба Читы отсутствует.
Город Чита, являясь административным центром Забайкальской области использовал герб Забайкальской области в качестве своего официального символа вплоть до 1913 года, когда был утверждён собственный герб Читы.
Первый герб Читы был Высочайше утверждён 26 апреля 1913 года императором Николаем II вместе с гербами Мысовска Забайкальской области и Петропавловска Камчатской области. (ПСЗ, 1913, Закон № 39364)
Герб Читы имел следующее описание: «Въ золотомъ полѣ осьмиконечный палисадъ, червленый съ зеленью, сопровождаемый въ верху червленою буйволовою головою съ серебряными глазами и языкомъ. Щитъ увѣнчанъ золотою башенною о трёх зубцахъ короною и окруженъ двумя золотыми колосьями, соединенными Александровскою лентою».
14 августа 1913 года в Читу был направлен Указ Правительствующего Сената, в котором говорилось, что «герб должен быть применяемым присутственными местами в случаях, указанных в законе».
Однако, утверждённый герб практически не использовался в связи с Первой мировой войной и сменой общественно-экономической формации.
До 1920 года Чита в качестве своего официального символа продолжала использовать в административных документах герб Забайкальской области.
В советский период новый герб Читы не принимался и исторический герб не использовался.
Исторический герб Читы был восстановлен 29 апреля 1993 года решением № 124 Малого Совета Читинского городского Совета народных депутатов.

Герб Читы (1913 год)

30 августа 1994 года Глава Администрации города Читы своим постановлением № 1364 утвердил герб города в следующем описании: «В золотом поле восьмиконечный палисад, червлёный с зеленью, сопровождаемый вверху червлёной буйволовою головою с серебряными глазами и языком. Щит увенчан золотою башенною с тремя зубцами короною и окружён двумя золотыми колосьями, соединенными Александровскою лентою».
24 октября 2002 года решением № 211 Читинской городской Думы было принято Положение о гербе Читы. Описание Герба соответствовало документальному тексту Герба областного города Читы, утверждённому императором Николаем II 26 апреля 1913 года (старый стиль).
В 2003 году Геральдический совет при Президенте Российской Федерации не утвердил герб Читы. Причиной отказа послужило то, что старый герб, принятый в 1913 году, «не соответствует административно-территориальному устройству, символом которого он является».
По мнению членов Совета, на гербе Читы нельзя изображать золотые колосья, поскольку её жители не занимаются в настоящее время земледелием. Вызвала сомнения также и Александровская лента, обозначающая, что в городе находятся органы военного управления. Золотую башенную корону решено было заменить на золотую царскую, так как когда-то Чита была центром Дальневосточной республики, а следовательно, является не только областным, но и столичным городом.
15 ноября 2007 года Дума городского округа «Город Чита» рассмотрев письмо Геральдического совета при Президенте Российской Федерации № А622-321 от 5 сентября 2007 года и документы, представленные Мэром города Читы, на основании ст. 11 Федерального закона «Об общих принципах организации местного самоуправления в Российской Федерации» № 131-ФЗ от 06.10.2003 (с последующими изменениями), руководствуясь ст. 2 Устава городского округа «Город Чита», решила признать утратившими силу решение Читинской городской Думы № 211 от 24 октября 2002 года «О принятии Положения „О гербе города Читы“» и утвердила новое Положение «О гербе городского округа „Город Чита“».